# Shahu de Kolhapur
 (novembre 2024).
La mise en forme du texte ne suit pas les recommandations de Wikipédia : il faut le « wikifier ».
Les points d'amélioration suivants sont les cas les plus fréquents. Le détail des points à revoir est peut-être précisé sur la page de discussion.
- Les titres sont pré-formatés par le logiciel. Ils ne sont ni en capitales, ni en gras.
- Le texte ne doit pas être écrit en capitales (les noms de famille non plus), ni en gras, ni en italique, ni en « petit »…
- Le gras n'est utilisé que pour surligner le titre de l'article dans l'introduction, une seule fois.
- L'italique est rarement utilisé : mots en langue étrangère, titres d'œuvres, noms de bateaux, etc.
- Les citations ne sont pas en italique mais en corps de texte normal. Elles sont entourées par des guillemets français : « et ».
- Les listes à puces sont à éviter, des paragraphes rédigés étant largement préférés. Les tableaux sont à réserver à la présentation de données structurées (résultats, etc.).
- Les appels de note de bas de page (petits chiffres en exposant, introduits par l'outil «  Source ») sont à placer entre la fin de phrase et le point final[comme ça].
- Les liens internes (vers d'autres articles de Wikipédia) sont à choisir avec parcimonie. Créez des liens vers des articles approfondissant le sujet. Les termes génériques sans rapport avec le sujet sont à éviter, ainsi que les répétitions de liens vers un même terme.
- Les liens externes sont à placer uniquement dans une section « Liens externes », à la fin de l'article. Ces liens sont à choisir avec parcimonie suivant les règles définies. Si un lien sert de source à l'article, son insertion dans le texte est à faire par les notes de bas de page.
- La présentation des références doit suivre les conventions bibliographiques. Il est recommandé d'utiliser les modèles {{Ouvrage}}, {{Chapitre}}, {{Article}}, {{Lien web}} et/ou {{Bibliographie}}. Le mode d'édition visuel peut mettre en forme automatiquement les références.
- Insérer une infobox (cadre d'informations à droite) n'est pas obligatoire pour parachever la mise en page.

Pour une aide détaillée, merci de consulter Aide:Wikification.
Si vous pensez que ces points ont été résolus, vous pouvez retirer ce bandeau et améliorer la mise en forme d'un autre article.
Shahu, également connu sous les noms de Chhatrapati Rajarshi Shahu, Shahu IV et Rajarshi Shahu Maharaj, né le 26 juin 1874 et mort le 6 mai 1922, de la dynastie Bhonsle des Marathes, est un Raja (1894-1900) et le premier Maharaja (1900-1922) de l'État princier indien de Kolhapur,,. Rajarshi Shahu était connu comme vrai démocrate et un réformateur social. Shahu Maharaj était un dirigeant compétent qui a été associé au politique progressiste durant son règne. Depuis son couronnement en 1894 jusqu'à son décès en 1922, il a œuvré pour la cause des castes inférieures de son État. L’éducation primaire pour tous, sans distinction de caste (caste inférieure, intouchable et riche) ou de croyance, était l’une de ses principales priorités.
À l'occasion du centième anniversaire de la mort de Rajashree Shahuji Maharaj en 2022, un mémorial a été construit en sa mémoire le 6 mai 2022 par Pahlwan Sangram Kamble et Brihanmumbai Municipal Corporation à Gali No. 13, Khetwadi, Mumbai,.

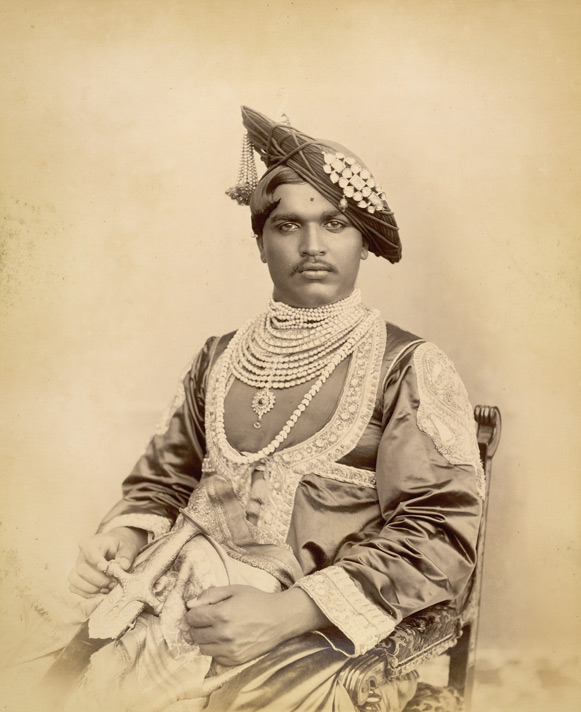
Maharaja de Kolhapur en 1894.

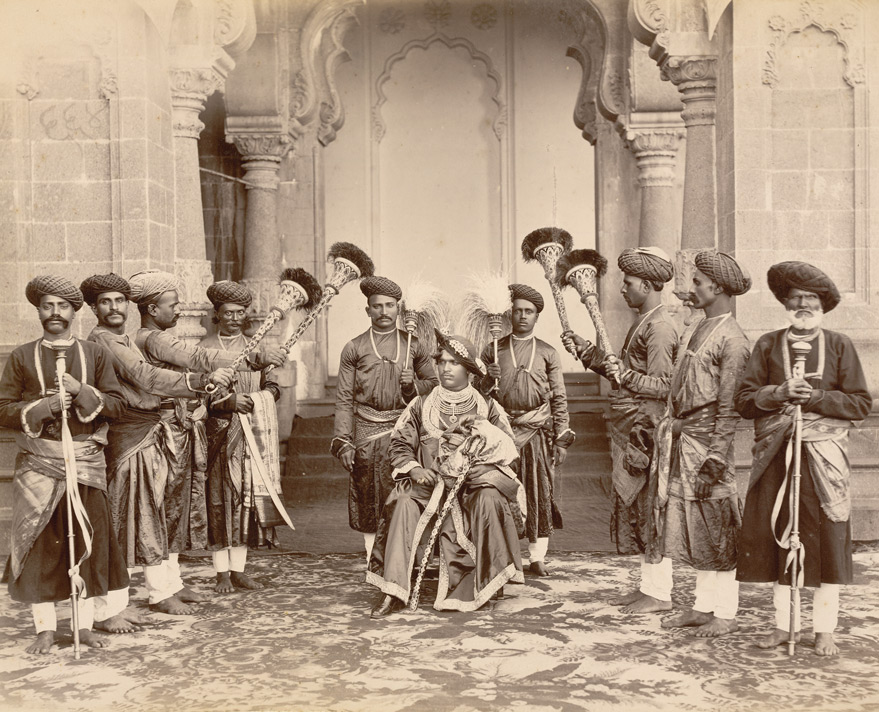
Shahu Maharaj assis avec les serviteurs du palais.

Né sous le nom de  Yeshwantrao dans la famille Ghatge Maratha, de Kagal jagir dans le district de Kolhapur sous le nom de Yeshwantrao Ghatge à Jaisingrao et Radhabai le 26 juin 1874. Jaisingrao Ghatge était le chef, tandis que sa mère Radhabai provenait de la famille royale Ghorpade de Mudhol. Le jeune Yeshwantrao va perdre sa mère à l'age de 3 ans. Son éducation a été supervisée par son père jusqu'à l'âge de 10 ans. Cette année-là, il fut adopté par la reine Anandibai, veuve du roi Shivaji VI, de l'État princier de Kolhapur. Il a terminé ses études formelles au Rajkumar College de Rajkot et a suivi des cours d'affaires administratives auprès de Sir Stuart Fraser, un représentant des services civils indiens. Il va alors monter sur le trône à l'âge de sa majorité en 1894, avant quoi un conseil de régence nommé par le gouvernement britannique s'occupait des affaires de l'État. Lors de son accession au trône, Yeshwantrao fut rebaptisé Shahuji Maharaj. Shahu mesurait plus de six pieds cinq pouces et affichait une apparence royale et majestueuse. La lutte était son sport préféré et il a pratiqué la lutte durant tout le long de son règne. Des lutteurs de tout le pays venaient dans son État pour participer à des compétitions de lutte.

## Controverse sur Vedokta
Un prêtre brahmane Narayan Bhat de la famille royale a refusé de faire les rites particuliers de Vedokta pour Shahu, sous-entendant qu'il appartenait au varna Shudra, affirmant plus tard qu'il n'y avait pas de véritables Kshatriyas et que dans le Kaliyuga actuel ou l'époque de Kali, seuls deux varnas existaient - les Brahmanes et les Shudras ce qui a conduit Shahu à soutenir l'Ārya-Samāj et le Satyashodhak Samaj ainsi qu'à faire campagne pour les droits de la communauté marathe,,. Il prit la décision audacieuse de destituer les prêtres et de nommer un jeune Maratha comme professeur religieux des non-brahmanes, avec le titre de Kshatra Jagadguru (le professeur mondial des Kshatriyas). C'est ce qu'on appelle la controverse du Vedokta. Cela lui a attiré un nid de frelons autour des oreilles, mais il n'était pas homme à revenir sur ses pas face à l'opposition. Il devint bientôt le chef du mouvement non-brahmane et unifia les Marathes sous sa bannière,.

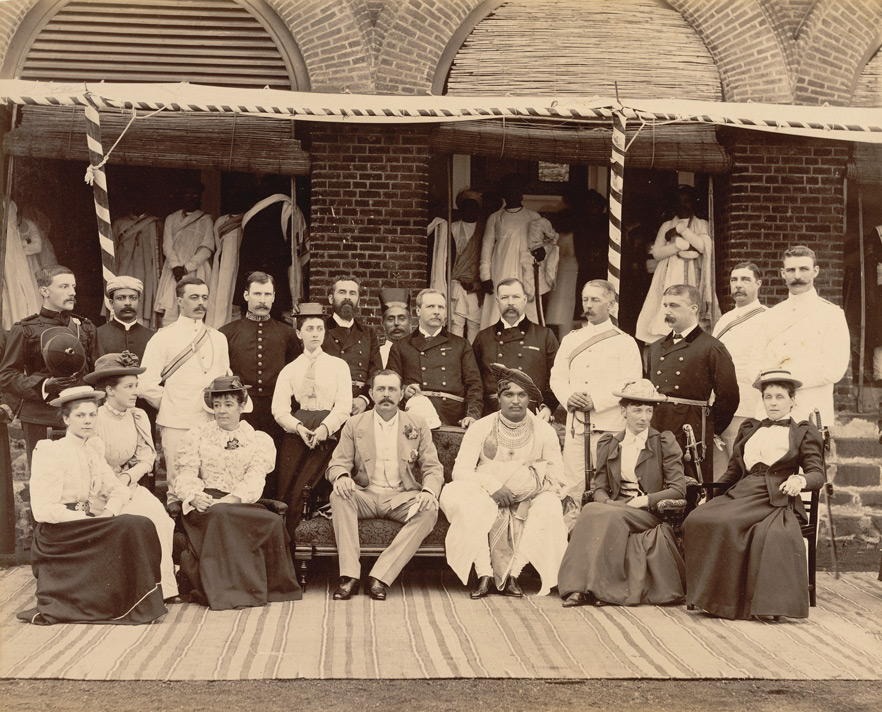
Groupe en résidence avec le Maharaja de Kolhapur.

Chhatrapati Shahu a occupé le trône de Kolhapur pendant 28 ans, de 1894 à 1922 ; au cours de cette période, il a initié de nombreuses réformes sociales dans son empire. On lui attribue de nombreuses réalisations pour améliorer les conditions de vie des castes inférieures. Il a également assuré un emploi convenable aux étudiants ainsi formés, créant ainsi l'un des premiers programmes d'action positive (réservation de 50 % aux sections les plus faibles) de l'histoire. Bon nombre de ces mesures sont entrées en vigueur en 1902. Il a fondé l'usine de tissage et de filature Shahu Chhatrapati en 1906 pour fournir des emplois. Le collège Rajaram a été construit par Shahu Maharaj et a ensuite été nommé d'après lui. Il mettait l’accent sur l’éducation, son objectif étant de rendre l’apprentissage accessible aux masses. Il a introduit un certain nombre de programmes éducatifs pour promouvoir l’éducation parmi ses sujets. Il a créé des auberges pour différentes ethnies et religions, notamment les communautés Panchals, Devadnya, Nashik, Shimpi, Dhor-Chambhar ainsi que pour les musulmans, les jaïns et les chrétiens. Il a créé le pensionnat Miss Clarke pour les segments de la communauté socialement en quarantaine. Shahu a introduit plusieurs bourses pour les étudiants pauvres et méritants issus de castes défavorisées. Il a également instauré l’éducation primaire obligatoire et gratuite pour tous dans son État. Il a créé des écoles védiques qui ont permis aux étudiants de toutes les castes et de toutes les classes d'apprendre les Écritures, propageant ainsi l'éducation sanskrite parmi tous. Il a également fondé des écoles spéciales pour les chefs de village ou « patils » afin d'en faire de meilleurs administrateurs.
Shahu était un ardent défenseur de l’égalité entre toutes les couches de la société et refusait d’accorder aux brahmanes un statut spécial. Il a démis de leurs fonctions de conseillers religieux royaux les brahmanes lorsqu'ils ont refusé d'accomplir des rites religieux pour les non-brahmanes. Il nomma un jeune érudit marathe à ce poste et lui conféra le titre de « Kshatra Jagadguru » (l'enseignant mondial des Kshatriyas). Cet incident, ainsi que les encouragements de Shahu aux non-brahmanes à lire et à réciter les Védas, ont conduit à la controverse du Vedokta au Maharashtra. Ce conflit a provoqué une tempête de protestations de la part des élites de la société et une opposition féroce à son règne. Il a fondé l'Association Deccan Rayat à Nipani en 1916. L'association cherchait à garantir les droits politiques des non-brahmanes et à les inviter à participer sur un pied d'égalité à la politique. Shahu a été influencé par les œuvres de Jyotiba Phule et a longtemps patronné le Satya Shodhak Samaj, formé par Phule.
En 1903, il assista au couronnement du roi Édouard VII et de la reine Alexandra et reçut en mai de la même année le doctorat honorifique en droit. D. de l'Université de Cambridge.
Shahu a fait de grands efforts pour abolir le concept de ségrégation de caste et d’intouchabilité. Il a introduit (peut-être le premier connu) un système de réservation dans les emplois gouvernementaux pour les castes intouchables. Son décret royal ordonnait à ses sujets de traiter tous les membres de la société de manière égale et d'accorder aux intouchables un accès égal aux services publics tels que les puits et les étangs, ainsi qu'aux établissements tels que les écoles et les hôpitaux. Il a légalisé le mariage intercaste et a fait de grands efforts pour améliorer la situation des dalits. Il a mis fin au transfert héréditaire des titres et des tenures des collecteurs d'impôts.
Il a également œuvré à l’amélioration de la condition des femmes dans son empire. Il a créé des écoles pour éduquer les femmes et s'est également exprimé avec véhémence sur le thème de l'éducation des femmes. Il a légalisé le remariage des veuves en 1917 et a fait des efforts pour mettre fin au mariage des enfants. En 1920, Shahu a introduit une loi interdisant le Devadasi pratha (la pratique consistant à offrir des filles à Dieu), ce qui a essentiellement conduit à l'exploitation sexuelle des filles aux mains du clergé.
Shahu a introduit un certain nombre de projets qui ont permis à ses sujets de subvenir à leurs besoins dans les professions qu'ils avaient choisies. L'usine de filature et de tissage Shahu Chhatrapati, des marchés dédiés et des sociétés coopératives pour les agriculteurs ont été créés pour libérer ses sujets des intermédiaires prédateurs dans le commerce. Il a mis des crédits à la disposition des agriculteurs souhaitant acheter des équipements pour moderniser leurs pratiques agricoles et a même créé le King Edward Agricultural Institute pour former les agriculteurs à augmenter le rendement des cultures et aux techniques associées. Il a lancé le barrage de Radhanagari le 18 février 1907 ; le projet a été achevé en 1935 et a rendu Kolhapur autosuffisant en eau.
Il était un grand mécène de l’art et de la culture, encourageant la musique et les beaux-arts. Il a soutenu les écrivains et les chercheurs dans leurs efforts. Il a installé des gymnases et des terrains de lutte et a souligné l’importance de la sensibilisation à la santé chez les jeunes.
Sa contribution fondamentale dans les domaines social, politique, éducatif, agricole et culturel lui a valu le titre de Rajarshi, qui lui a été décerné par la communauté Kurmi de Kanpur.

## Association avec Ambedkar
BR Ambedkar a rencontré Shahu Maharaj avec l'aide des artistes Dattoba Pawar et Dittoba Dalvi. Le Maharaja de Kolhapur, Shahu, a joué un rôle essentiel dans la promotion des droits des intouchables et dans le soutien aux idées progressistes de B.R. Ambedkar, un leader emblématique de la lutte contre l'injustice sociale en Inde. Leur collaboration exemplifiait l'engagement du Maharaja à abolir la ségrégation des castes, en mettant l'accent sur l'importance d'un mouvement inclusif qui reconnaissait les droits et la dignité des personnes marginalisées. La conférence organisée en mars 1920 sous la présidence d'Ambedkar marquait une étape significative vers la conscientisation de la société sur les défis auxquels faisaient face les intouchables. À cette époque, Ambedkar, avec le soutien du Maharaja, cherchait à articuler des réformes qui permettraient de combattre l'oppression systémique et d'instaurer un changement dans la manière dont les castes étaient perçues et traitées. Le soutien financier apporté par le Maharaja pour le lancement du journal « Mooknayak » fut crucial pour Ambedkar, lui permettant de diffuser ses idées et d'éveiller les consciences face aux injustices. Ce journal, dont le nom signifie « Le Messager des Silencieux », visait à donner une voix aux opprimés et à encourager une réflexion critique sur les structures sociales rigides de l'époque. L'association entre Shahu et Ambedkar, jusqu’à la mort du Maharaja en 1922, témoigne d'un moment d'espoir et de changement pour les communautés opprimées, et leur dialogue reste un exemple de l'intersection entre le leadership politique et la lutte sociale pour l'égalité.

## Vie personnelle

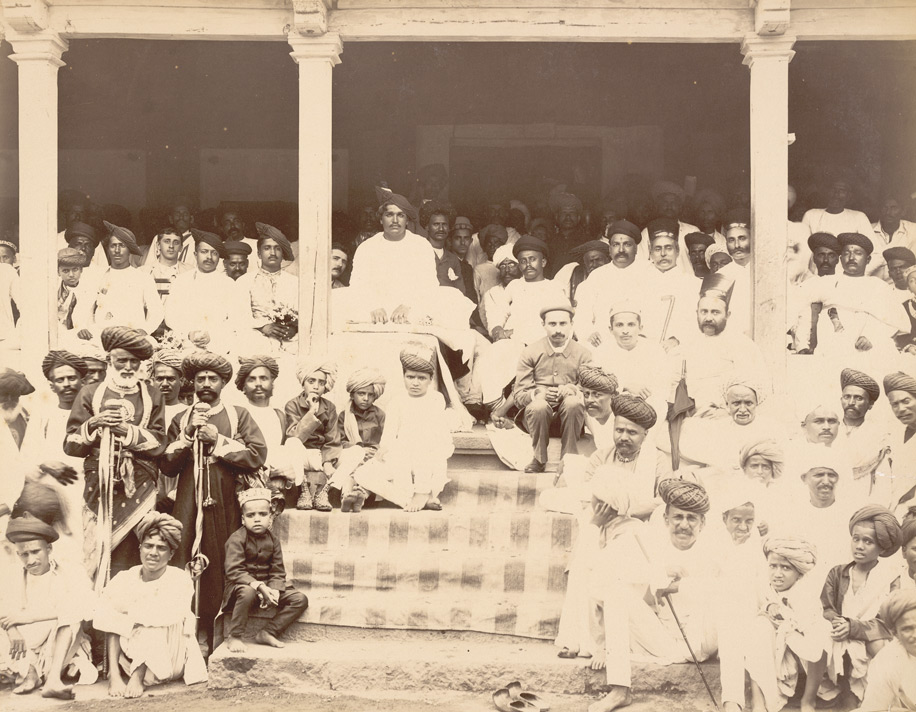
HHShahu Chhatrapati Maharaj assis parmi la foule regardant un match de lutte.

En 1891, Shahu Maharaj épousa Lakshmibai née Khanvilkar (1880-1945), fille d'un noble marathe de Baroda. Ils étaient parents de quatre enfants :
- Rajaram III, qui succéda à son père comme Maharaja de Kolhapur.
- Radhabai 'Akkasaheb' Pawar, Maharani de Dewas (senior) (1894-1973) qui a épousé Raja Tukojirao III de Dewas (senior) et a eu des problèmes :
  - Vikramsinhrao Pawar, qui devint Maharaja de Dewas (Senior) en 1937 et qui succéda plus tard au trône de Kolhapur sous le nom de Shahaji II.
- Sriman Maharajkumar Shivaji (1899-1918)
- Shrimati Rajkumari Aubai (1895) ; mort jeune

Shahu est mort le 6 mai 1922 à Bombay. Il fut remplacé par son fils aîné, Rajaram III, comme Maharaja de Kolhapur. Les réformes initiées par Shahu ont progressivement commencé à s'estomper en raison du manque de dirigeants capables de perpétuer l'héritage.

## Nom complet et titres
Son nom officiel complet était : Colonel Son Altesse Kshatriya -Kulaawatans Sinhasanaadheeshwar, Shreemant Rajarshi Sir Shahu Chhatrapati Maharaj Sahib Bahadur, GCSI, GCIE, GCVO[réf. nécessaire].